# NGC 6227
NGC 6227 је звезда или звезде у сазвежђу Шкорпија која се налази на NGC листи објеката дубоког неба.
Деклинација објекта је - 40° 54' 0" а ректасцензија 16h 51m 30,0s. Привидна величина (магнитуда) објекта NGC 6227 износи 13,1. NGC 6227 је још познат и под ознакама ESO 332-**5.